# Ахробость
Ахробость — река в России, протекает по Большесельскому и частично Рыбинскому районам Ярославской области. Устье реки находится в 66 км по правому берегу реки Черёмуха от её устья. Длина реки составляет 12 км.
Сельские населённые пункты у реки: Большесельский район — Маслятино, Вандышево; Рыбинский район — Лом; Большесельский район — Карповское, Каплино, Поздеевское, Головково.

## Данные водного реестра
По данным государственного водного реестра России относится к Верхневолжскому бассейновому округу, водохозяйственный участок реки — Волга от Рыбинского гидроузла до города Кострома, без реки Кострома от истока до водомерного поста у деревни Исады, речной подбассейн реки — Волга ниже Рыбинского водохранилища до впадения Оки. Речной бассейн реки — (Верхняя) Волга до Куйбышевского водохранилища (без бассейна Оки).
Код объекта в государственном водном реестре — 08010300212110000010354.